# Operación 40
La Operación 40 fue una operación secreta de la CIA destinada a derrocar jefes de Estado poco afines con la política de Estados Unidos. La operación estuvo activa en el Caribe, América Central, y México. 

## Historia

### Creación
Fue creada por el presidente estadounidense Dwight D. Eisenhower en marzo de 1960 después de la Revolución cubana de 1959, y fue dirigida directamente por el vicepresidente Richard Nixon, aunque incluía también a personas como José Sanjenís Perdomo, quien sería el jefe cubano de la operación. Sanjenís era el jefe de la Policía bajo el presidente Carlos Prío Socarrás.

### Agentes del exilio cubano
Otros agentes fueron Frank Sturgis, Félix Ismael Rodríguez, Luis Posada Carriles, Orlando Bosch Ávila, Rafael 'Chi Chi' Quintero, Virgilio Paz Romero, Pedro Luis Díaz Lanz, Bernard Barker y otros muchos. Los miembros tomaron parte en la fallida invasión de bahía de Cochinos dirigida contra el gobierno de Fidel Castro en Cuba. La Operación 40 tenía 86 empleados en 1961.

### Agentes estadounidenses
Los oficiales de la CIA y agentes libres incluían a Theodore Shackley, William Harvey, Thomas Clines, Porter Goss, Gerry Hemming, E. Howard Hunt, David Sánchez Morales, Carl E. Jenkins, Bernard Barker, Barry Seal, Frank Sturgis, Tosh Plumlee y William C. Bishop, aunque luego otros también se unieron al proyecto.

## Orígenes
A raíz de la Revolución cubana, el alto cargo de la CIA J. C. King envió un informe confidencial a Allen Dulles, director de la organización, el 11 de diciembre de 1959. King argumentaba en su informe que en Cuba se había instaurado un régimen dictatorial de extrema izquierda que bien podría producir una oleada de similares revoluciones en contra de Estados Unidos a lo largo de toda Latinoamérica. Todos sus agentes estaban en la Operación PBSUCCESS.
A raíz de eso, Dulles creó una unidad llamada Operación 40, presidida por el vicepresidente de los Estados Unidos Richard Nixon y otros miembros ya citados. Una de las primeras acciones se produce el 17 de marzo de 1960, momento en el cual el presidente Dwight D. Eisenhower firma un decreto anti-cubano en el cual se autoriza a la Operación 40 a organizar, entrenar y equipar refugiados cubanos al modo de una guerrilla, siempre en la línea anticastrista. El grupo reclutó a militares con experiencia como Eladio del Valle o Rolando Masferrer.

## Operaciones

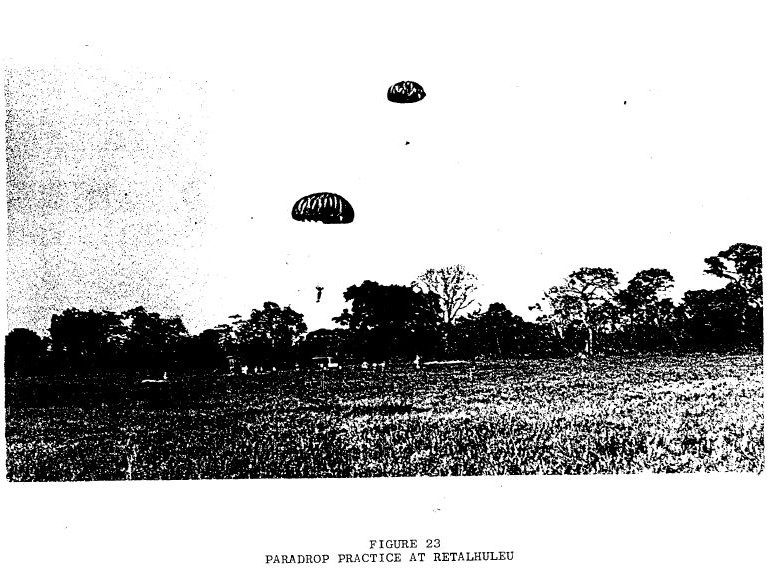
Comandos cubanos que trabajan con la CIA practicando lanzamientos en paracaídas para la invasión de bahía de Cochinos.

El evento de mayor importancia en el que participa la Operación 40 fue la Invasión de bahía de Cochinos, que no solo fue organizada por el gobierno de EE. UU, sino que también equipó a sus participantes con todo tipo de armas. Más de 1500 exiliados cubanos tomaron parte en esta operación militar. Sin embargo, el fracaso de este hecho supuso el declive y posterior final de la Operación 40.
Muy pocos de sus miembros desembarcaron y participaron de las acciones bélicas. La mayor parte recorrió las costas observando, en lo que se llamó el Bojeo de Cuba. En 1963 se planificaron 88 acciones contra el gobierno Cubano. 15 fueron canceladas; 69 fracasaron por distintos motivos (de estas 69, a 10 las estaban esperando); y solo 4 tuvieron relativo éxito. Es decir, 21 de cada 22 operaciones fracasaban por algún motivo, con un alto precio de hombres y recursos.

## Escalada contra el gobierno cubano
En agosto de 1962, el General Edward Lansdale presentó un plan más agresivo contra el gobierno cubano que recibió el nombre de "Stepped-Up Course B". Había presentado otros dos planes anteriormente, completamente disparatados, que fueron rechazados por los miembros del equipo. El nuevo plan, peor que los anteriores, consistía en una escalada de acciones hostiles que culminaría necesariamente con la invasión a Cuba de las fuerzas armadas de Estados Unidos. El nuevo plan fue aprobado por el presidente John F. Kennedy porque su hermano Robert Kennedy estaba desesperado por iniciar acciones contra Cuba y forzó su aprobación a pesar de las opiniones en contra. El "Stepped-up" comenzaría con la voladura de instalaciones en las minas de Matahambre en Pinar del Río. Otros objetivos serían las refinerías y plantas procesadoras de níquel. Se destruirían, además, los cultivos en Cuba, mediante el fuego y los agentes químicos y biológicos. Se utilizarían, en lugar de lanchas, aviones y submarinos para infiltrar y evacuar grupos de sabotaje. Mientras tanto, el equipo enviado para volar las torres del teleférico en las minas de Matahambre, dirigido por Rolando Martínez ("Musculito"), miembro de Operación 40, fracasó en su misión y dos de sus hombres fueron capturados.

## Asesinato de Kennedy
El 22 de noviembre de 1963, el día en que asesinaron al presidente Kennedy, Fidel Castro estaba almorzando con el periodista francés Jean Daniel, cuando recibió la noticia del asesinato. Según Jean Daniel, Fidel Castro dijo: "Estas son malas noticias". El nuevo presidente Fidel Castro conoció de cerca en conversaciones privadas con John Kennedy sin acceso de escucha telefónica de la CIA y Pentágono, en estas conversaciones tanto Fidel Castro y John Kennedy lograron un acuerdo, en declaraciones del propio Fidel Castro en el año 2016 antes de fallecer, se explica que el presidente Kennedy llegaría a un acuerdo con Cuba y que se presentaria al Congreso de Estados Unidos, el acuerdo jamás logró confirmarse. Lyndon B. Johnson tomando el poder prohibió oficialmente, en abril de 1964, las incursiones para realizar sabotajes en Cuba. Estas habían resultado un fracaso y la guerra de Vietnam tenía entonces la prioridad.[cita requerida]

## Traslado a África
Los barcos y muchos de los hombres de la organización de Manuel Artime (MRR) fueron luego transportados al África y utilizados como fuerza en el Zaire en apoyo de Mobutu Sese Seko.

## Vietnam
A partir de 1964, la mayor parte de los oficiales de la CIA en Miami fueron trasladados al Sudeste Asiático. Theodore Shackley llegó a Vientián, Laos, en 1966. Dejaba en Miami una herencia siniestra: centenares de individuos entrenados en prácticas terroristas. Al ser trasladado al Sudeste Asiático, Shackley llevó consigo a miembros de Operación 40. En Laos, la CIA entrenó y armó a las tribus Hmong con el fin de enfrentarlas al Pathet Lao y luego las abandonó a su suerte. Decenas de miles de hmong murieron a causa de estas actividades de la CIA, financiadas con el tráfico de opio y heroína. Cuando Shackley, que había ganado ya el sobrenombre de "Carnicero de Laos", fue trasladado a Vietnam, allí estuvieron también cubanos de la Operación 40, a tiempo para participar en la "Operación Fénix", mediante la cual fueron torturados, mutilados y asesinados muchos vietnamitas. Entre estos cubanos estaba Félix Ismael Rodríguez.[cita requerida]